# Richard Páez
Richard Páez Monzón, mais conhecido como Richard Páez (Mérida, 31 de dezembro de 1952), é um treinador e ex-futebolista venezuelano que atuava como meio-campo. Atualmente, sem clube.

## Títulos

### Jogador
Deportivo Tachira
- Campeonato Venezuelano: 1981

### Treinador
Millonarios
- Copa Colômbia: 2011